# Hansjürgen Popp
Hansjürgen Popp (* 23. Januar 1933 in Bartenstein, Ostpreußen; † 14. Oktober 2020 in Stuttgart) war ein deutscher Gymnasiallehrer und Germanist sowie Autor von Büchern für den Deutschunterricht.
Popp wurde als Sohn des Postinspektors Robert Popp und seiner Ehefrau Erna, geborene Hohnwald, in Bartenstein/Ostpreußen geboren. Nach dem Abitur auf dem Katharineum in Lübeck zu Ostern 1953 begann er im Sommersemester 1953 das Studium der deutschen und klassischen Philologie. 1968 promovierte er an der Universität Tübingen mit einer Studie über die griechische Tragödie zum Dr. phil. Er war Lehrer für Deutsch und Latein am Neuen Gymnasium Stuttgart-Feuerbach und dem Solitude-Gymnasium. Bekannt wurde er durch die Veröffentlichung mehrerer Interpretationshilfen für den Deutschunterricht zu Werken von Büchner, Johnson und Schiller. In der Dietrich-Bonhoeffer-Gemeinde in Weilimdorf verantwortete er viele Jahre lang den Gemeindebrief.